# 뉴스 845 오오이타
뉴스 845 오오이타(ニュース845おおいた)은 NHK 오이타 방송국에서 제작되어 방영되고 있는 저녁 뉴스 프로그램이다.

## 방송 시간
- 월~금 저녁 8시 45분~9시(15분)